# Hérault
Hérault (oks. Erau) je departman na istoku Francuske u regiji Languedoc-Roussillon. Ime je dobio po rijeci Hérault koja prolazi kroz njega. Departman Hérault je označen rednim brojem 34. Prema podacima iz 2008. godine u departmanu živi 1.015.027 stanovnika. Montpellier je administrativno središte departmana i njegov najveći grad. Površina departmana iznosi 6224 km², a gustoća naseljenosti je 163 stanovnika po km².

## Zemljopis
Ovaj departman graniči s departmanima Gard, Lozère, Aveyron, Tarn i Aude.

## Razvoj stanovništva
- Izvor: INSEE

|       | Stanovništvo | Promjena u % |
| ----- | ------------ | ------------ |
| 2008. | 1 015 027    | 4,48 %       |
| 2004. | 971 433      | 6,67 %       |
| 2000. | 910 665      | 11,5 %       |
| 1996. | 861 681      | 2,77 %       |
| 1990. | 794 603      | 34,6 %       |
| 1968. | 591 397      |              |

## Vanjske poveznice
- Službena stranica (fr.)
- Generalno vijeće departmana Hérault

|  | Portal Francuske – Pristup člancima s tematikom o Francuskoj. |